# Kohei Nishino
Kohei Nishino (født 15. april 1982) er en tidligere japansk fodboldspiller.
Han har spillet for flere forskellige klubber i sin karriere, herunder Mito HollyHock og Fagiano Okayama.